# Sofia Strid
Sofia Strid, född 1976, är professor i sociologi och docent i genusvetenskap vid Institutionen för sociologi och arbetsvetenskap vid Göteborgs universitet. Hon är proprefekt och studierektor för forskarutbildningen vid samma institution. Sofia Strid är även gästforskare vid Oxford Brookes University i Storbritannien och så kallad Lecturer by Invitation vid Belgrads universitet, Serbien. 

## Biografi

### Bakgrund
Sofia Strid disputerade i genusvetenskap 2010 på avhandlingen Gendered Interests in the European Union vid Örebro universitet och blev docent 2015. Hon har varit postdoktor vid Institut für die Wissenschaften vom Menschen (IWM) i Wien, postdoktor och forskare i sociologi vid Departement of Sociology vid Lancaster University i Storbritannien, biträdande lektor i genusvetenskap, samt lektor i statskunskap, genusvetenskap och sociologi. Strid har varit forskningsledare vid Centrum för feministiska samhällsstudier och vid vid Centrum för våldsstudier, som hon grundade och ledde tillsammans med Susanne Strand. Hon var koordinator för det av Vetenskapsrådet finansierade excellenscentret GEXcel Centre of Gender Excellence  och co-director för GEXcel International Collegium for Advanced Transdiscplinary Gender Research.  Hon har varit huvudredaktör för Tidskrift för genusvetenskap, styrelseledamot i Sveriges genusforskarförbund, ordförande för Nordic Association for Women’s Studies and Gender Research och europarepresentant i International Sociological Associations (ISA) Research Committee 32 Women, Gender & Society.

### Forskning
Strids forskning är brett samhällsvetenskaplig och utgår från feministisk teori och samhällsteori för att analysera politik, mobilisering och motstånd, social och ekonomisk hållbarhet samt mäns våld mot kvinnor och våldets ontologi. Hon är en internationellt erkänd expert på att mäta och teoretisera ojämlikheter och våld, och har utvecklat teorin om våld som ojämlikhet, våld som system, och våldsregimer.. Hon har lett flera stora EU-projekt, däribland Responding to Outbreaks through Co-creative Inclusive Equality Strategies (RESISTIRÉ), Gender-based Violence and Institutional Responses: Building a Knowledge-base and Operational Tools to Make Universities and Research Organisations Safe (UniSAFE), Advancing Behavioural Change Through an Inclusive Green Deal (ACCTING), Securing Sports Education Through Innovative and Inclusive Gender Equality Plans (SUPPORTER), Advancing the Zero-Tolerance Approach to Gender-Based Violence in Higher Education and Research in the European Research Area (GenderSAFE) och Strategies for Just and Equitable Transitions in Europe (ST4TE).

## Publikationer (urval)
- Strid, S. (2010). Gendered Interests in the European Union. The European Women’s Lobby and the Representation and Organisation of Women’s Interests. Örebro: Örebro University.
- Walby, S., Armstrong, J., & Strid, S. (2012). Intersectionality and the quality of the gender equality architecture. Social Politics: International Studies in Gender, State and Society, 19(4), 446–481. https://doi.org/10.1093/sp/jxs015
- Walby, S., Armstrong, J., & Strid, S. (2012). Intersectionality: Multiple inequalities in social theory. Sociology, 46(2), 224–240. https://doi.org/10.1177/0038038511416164
- Strid, S. (2017). Jämställdhetspolitikens europeisering: Från likabehandling till intersektionell jämställdhet. In: D. Silander & M. Öhlén (Eds.), Svensk politik och EU: Hur svensk politik har förändrats av medlemskapet i EU. Stockholm: Santérus Förlag.
- Strid, S. (2018). Patriarchy fights back: Violent opposition to gender equality in online contexts. In: M. Verloo (Ed.), Varieties of Opposition to Gender Equality in Europe. London: Routledge.
- Strid, S., & Verloo, M. (2019). Intersectional complexities in gender-based violence politics. In: E. Lépinard & E. Evans (Eds.), Confronting Privileges in Feminist and Social Movements. London: Routledge.
- Strid, S. (2020). Gender equality policy. From equal treatment to intersectional gender equality. In: D. Silander & M. Öhlén (Eds.), Sweden and the European Union: An Assessment of the Influence of EU–membership on Eleven Policy Areas in Sweden (pp. 159–182). Santérus Academic Press.
- Strid, S., Walby, S., & Armstrong, J. (2013). Intersectionality and multiple inequalities. Visibility and voice in gender-based violence policy in Britain. Social Politics: International Studies in Gender, State and Society, 20(4), 558–581. https://doi.org/10.1093/sp/jxt019
- Strid, S., & Meier-Arendt, D. (2020). Våld som system: Våld, maskulinitet och förändring. Socialmedicinsk tidskrift, 97(2), 235–247.
- Strid, S., & Axelsson, T. K. (2020). Involving men: The multiple meanings of female genital mutilation in a minority migrant context. Nordic Journal of Feminist and Gender Research, 28(4), 709–726. https://doi.org/10.1080/08038740.2020.1786164
- Strid, S. (2020). Betydelser av könsstympning hos migrerade minoriteter i Sverige: En feministisk våldsforskningsanalys. Sociologisk Forskning, 57(2), 141–163. https://doi.org/10.37062/sf.57.19969
- Strid, S. (2020). Jämställdhet under attack: En feministisk analys av våldsamt motstånd online.Tidskrift for kjønnsforskning, 44(4), 269–284. https://doi.org/10.18261/issn.1891-1781-2020-04-03
- Strid, S., Baianstovu, R., & Enelo, J-M. (2021). Inequalities, isolation, intersectionality. A quantitative study of honour-based violence among girls and boys in metropolitan Sweden. Women’s Studies International Forum, 88, e102518. https://doi.org/10.1016/j.wsif.2021.102518
- Strid, S., Humbert, A. L., Hearn, J., & Balkmar, D. (2021). States of violence: Exploring welfare state regimes as violence regimes by developing a violence regimes index. Journal of European Social Policy, 31(3), 321–336. https://doi.org/10.1177/09589287211002370
- Strid, S., Ekbrand, H., Westerstrand, J., & Carsbring, A. (2023). Mäns våld mot kvinnor i det jämställda Sverige. Tidskrift for kjønnsforskning, 47(2–3), 130–151. https://doi.org/10.18261/tfk.47.2.7
- Gunnarsson, L., & Strid, S. (2023). Varieties of sugar dating in Sweden: Content, compensation, motivations. Social Problems, 70(4), 1044–1062. https://doi.org/10.1093/socpro/spab063
- Humbert, A. L., & Strid, S. (2024). Intersectionality and gender-based violence: An empirical multi-level examination of prevalence and frequency in universities and research organisations. Violence Against Women. OnlineFirst. https://doi.org/10.1177/10778012241265363
- Humbert, A. L., & Strid, S. (2025). Institutional confidence, underreporting and academic consequences of gender-based violence among university staff and students in Europe. Studies in Higher Education. https://doi.org/10.1080/03075079.2024.2440544
- Seymour, K., Pease, B., Strid, S., & Hearn, J. (Eds.), (2025). Interconnecting the Violences of Men. Continuities and Intersections in Research, Policy and Activism. Routledge.